# La chiocciola sul pendio
La chiocciola sul pendio (titolo originale in russo Улитка на склоне?, Ulitka na sklone ), anche conosciuto come Il Direttorato, è un romanzo di fantascienza dei fratelli Strugackij pubblicato nel 1971, vincitore del trofeo "Velikoe Kol'co" (il grande anello) assegnato nell'ambito del Premio Aelita nel 1990.

## Storia editoriale
Nel 1965 i due autori scrivono il romanzo breve Bespokojstvo (Беспокойство, traducibile come "L'inquietudine"), opera ambientata nel continuum narrativo chiamato "Universo mezzogiorno" che narra due vicende interconnesse tra di loro e che si svolgono una nell'immaginaria foresta del pianeta Pandora, e l'altra nel complesso direttivo dello stesso pianeta. Ben presto la volontà dei due fratelli di allontanarsi sempre di più dal filone fantascientifico sino ad allora percorso, li spinse a rimaneggiare completamente il romanzo sino a creare un'opera completamente diversa. In questa nuova veste il romanzo è stato pubblicato inizialmente diviso in due parti, la prima delle quali stampata nel 1966 a Leningrado nell'antologia Ellinskij sekret con il titolo Kandid (Кандид) e la seconda nel 1968, con il titolo Perec (Перец) sulla rivista Bajkal. L'edizione integrale del romanzo è stata pubblicata per la prima volta nel 1971 a Tallinn tradotta in lingua estone, e nel 1972 in Germania in edizione non ufficiale.
Nel 1980 l'opera è stata pubblicata per il mercato anglofono con il titolo The Snail on the Slope prima nel Regno Unito e poco dopo negli Stati Uniti. Quest'ultima edizione statunitense è stata presto ritirata dal mercato su disposizione degli stessi autori, contrari al fatto che sull'introduzione nella quarta di copertina dell'opera fossero stati descritti come "dissidenti" del regime sovietico.
A causa dell'ostruzionismo politico cui le opere degli autori sono state sottoposte nella loro patria d'origine, il romanzo ha dovuto attendere il 1988 per essere pubblicato in edizione integrale in Unione Sovietica con il titolo Улитка на склоне (traslitterato come Ulitka na sklone traducibile come "la lumaca sul pendio"). Nel 1990 i fratelli Strugackij decidono di revisionare la prima stesura del romanzo, quella risalente al 1965 e, in versione ampliata, la mettono in rete con il suo originario titolo Беспокойство (traslitterato come Bespokojstvo, traducibile come "L'inquietudine") su una e-zine. Questa versione dell'opera sarà poi pubblicata in edizione cartacea nel 1991 a Simferopol' su un'antologia.
La prima edizione italiana del romanzo è del 1996, pubblicata con il titolo Il Direttorato e tradotta dall'inglese da Riccardo Valla. Nell'ottobre del 2019 il libro è uscito in versione integrale, tradotto direttamente dal russo da Daniela Liberti, per l'editore Carbonio e con il titolo aderente a quello originale.

## Trama
(Arkadij e Boris Strugackij, Il Direttorato)
L'opera descrive la contrapposizione tra una foresta feconda ma letale, governata da entità pagane matriarcali e una sterile società maschilista, il Direttorato che cerca inutilmente di amministrare la foresta per mezzo di un'assurda burocrazia.
La misteriosa foresta si estende al di sotto di un promontorio sul quale sorge il Direttorato della foresta, il cui scopo dichiarato ma non perseguito è quello di condurre esplorazioni e studi. Pepper è un linguista che sta attendendo da molto tempo l'autorizzazione all'ingresso nella foresta ma il Direttorato non concede il visto e nel frattempo lo impegna in attività incomprensibili ma ritenute necessarie dalla burocrazia. Le vicende di Pepper si alternano con quelle di Kandid, un giovane biologo che tre anni prima si è smarrito nella foresta, ferito a seguito della caduta dell'elicottero sul quale viaggiava e vittima di amnesia. Le popolazioni locali hanno accolto tra di loro Kandid che, una volta riacquistata la memoria, tenta di ritrovare la strada per ritornare alla cività.
La foresta è lo scenario di strani eventi: le donne spariscono rapite da misteriose e pericolose orde di "non morti", paludi bollenti, naiadi che vivono tra le acque dei laghi, villaggi interi assimilati dall'avanzare della vegetazione, alberi saltellanti e entità tra le più varie che popolano la foresta. Kandid incapace di comprendere i molti misteri della foresta non riesce a ritornare al Direttorato mentre Pepper, una volta autorizzato all'ingresso nella foresta, troverà comunque nell'assurda burocrazia l'insormontabile ostacolo che gli impedirà di comprendere la vera natura del misterioso territorio.

## Personaggi
KandidÈ un biologo che lavorava per il Direttorato della foresta, l'autorità responsabile di amministrare la foresta. Sopravvissuto allo schianto dell'elicottero avvenuto tre anni prima, ha temporaneamente perso la memoria ed è stato accolto tra le primitive popolazioni della foresta condividendone gli strani costumi e sposandone una dei membri, Nava. Riacquistata la memoria sta tentando di ritornare alla civiltà.
Perets (Pepper nella versione Urania)È un linguista cui, dopo molta attesa, il Direttorato ha concesso l'ingresso nella foresta per motivi di studio. Anche lui è intrappolato, ma a differenza di Kandid, è la burocrazia con le sue incomprensibili procedure che ne ostacola gli intenti.
Claudio-Ottaviano Nativus (Hausbotcher nella versione Urania)Lo zelante assistente del Direttore.
Assouno degli autisti del Direttorato della foresta.
AlevtinaSegretaria del Direttore della foresta.
RitaScienziata ossessionata dagli studi sulla foresta.
NavaLa moglie di Kandid, abitante della foresta.

## Edizioni
- (ET) Arkadij e Boris Strugackij, Tigu nõlvakul, Tallinn, Periodika, 1971.
- (RU) Arkadij e Boris Strugackij, Ulitka na sklone, Francoforte, Possev-Verlag, 1972,  p. 276.
- (FR) Arkadii e Boris Strugatskii, L'escargot sur la pente: Roman, traduzione di Michel Pétris, Paris, Champ libre, 1972,  p. 200.
- (EN) Arkady e Boris Strugatsky, The Snail on the Slope, traduzione di Alan Myers, New York, Bantam Books, 1980,  p. 234, ISBN 978-0-553-13197-0.
- (EN) Arkady e Boris Strugatsky, The Snail on the Slope, traduzione di Alan Myers, Londra, Gollancz, 1980,  p. 243, ISBN 978-0-575-02795-4.
- (RU) Arkadij e Boris Strugacki, Ulitka na sklone, Smena, 1988.
- Arkadi e Boris Strugatski, Il Direttorato, traduzione di Riccardo Valla, Urania 1277, Arnoldo Mondadori Editore, 1996,  p. 192.
- Arkadi e Boris Strugatski, La chiocciola sul pendio, traduzione di Daniela Liberti, Carbonio Editore, 2019.